# Bernardo O'Higgins
Bernardo O'Higgins Riquelme (tiếng Tây Ban Nha: [berˈnarðo oˈxiɣins] (20 tháng 8 năm 1778 - 24 tháng 10 năm 1842) là một nhà cách mạng Nam Mỹ. Ông cùng với José de San Martín là người chỉ huy lực lượng giải phóng Chile, chấm dứt nền cai trị của Tây Ban Nha trong cuộc Chiến tranh Độc lập Chile. Ông là vị Chỉ huy Tối cao thứ nhì của Chile. Chức này sau nhập vào chức vị của tổng thống Chile.

## Tiểu sử
Bernardo O'Higgins thuộc dòng họ O'Higgins và sinh ra ở thành phố Chillan Chile vào năm 1778, con trai ngoài giá thú của Ambrosio O'Higgins, Hầu tước thứ nhất của Osorno, một sĩ quan Tây Ban Nha sinh ra ở hạt Sligo, Ireland, người đã trở thành thống đốc của Chile và phó vương của Peru. Mẹ ông là Isabel Riquelme, một phụ nữ tiếng ở địa phương và con gái của Don Simón Riquelme y Goycolea, một thành viên của Cabildo Chillan, hay hội đồng.
O'Higgins đã trải qua những năm đầu tiên của ông với gia đình của mẹ mình ở nam trung bộ Chile, và sau đó anh sống với gia đình Albano, đối tác thương mại của cha mình, ở Talca. Ở tuổi 15, O'Higgins đã cha mình gửi đến Lima. Ông đã có một mối quan hệ xa với Ambrosio, người ủng hộ ông về tài chính và quan tâm đến việc học của mình, nhưng cả hai chưa bao giờ gặp ở người. Đó là chưa rõ tại sao Ambrosio không kết hôn Isabel. Quan chức cấp cao của chính phủ Tây Ban Nha ở châu Mỹ bị cấm kết hôn với người dân địa phương, nhưng ở thời điểm sinh O'Higgins, Ambrosio O'Higgins chỉ là một quan chức quân sự cấp thấp. Người ta cho rằng gia đình Isabel có lẽ đã không thấy vụ kết hôn này là ưu thế vào thời điểm đó. Hai năm sau, cô kết hôn với Don Félix Rodríguez, một người bạn cũ của cha cô. O'Higgins sử dụng họ của mẹ mình cho đến khi cái cha mình qua đời vào năm 1801.
Ambrosio O'Higgins, cha của Bernardo, tiếp tục được thăng tiến nghề nghiệp và trở thành phó vương của Peru, lúc lên 17 tuổi Bernardo O'Higgins đã được gửi đến London để hoàn tất việc học của mình. Tại đó cậu học lịch sử và nghệ thuật, O'Higgins đã làm quen với các ý tưởng độc lập của Mỹ và phát triển tinh thần tự hào dân tộc, trở nên ngưỡng mộ chủ nghĩa tự do theo mô hình Anh Georgia. Ông cũng đã gặp Francisco de Miranda, một người người lý tưởng và người tin tưởng vào độc lập Venezuela, và tham gia một Masonic Lodge được thành lập bởi Miranda, nhằm đạt được sự độc lập của châu Mỹ La tinh.